# Rallus obsoletus
Rallus obsoletus (лат.) — вид птиц из семейства пастушковых. До недавнего времени рассматривался как подвид Rallus crepitans либо Rallus longirostris. Выделяют четыре подвида.

## Распространение
Обитают в Мексике и встречаются на территории США — в Калифорнии, Неваде, Аризоне.

## Описание
Большая корично-коричневая птица с тонким, слегка выпуклым клювом. Тело сжато с боков, ноги и пальцы длинные по сравнению с размерами птицы. Общая длина взрослой тела особи 32-41 см, масса 160—470 г.
У самцов и самок одинаковое оперение, но первые на 20 % крупнее вторых. Основание и бока клюва от коричнево-оранжевых до ярко-оранжевых у самцов, более тусклые у самок. Описано несколько цветовых морф.

## Биология
Зимой и летом летают редко и неохотно. Хорошо плавают. Ныряют только в чрезвычайных обстоятельствах.
Если могут найти ракообразных, питаются ими. Также поедают мелких крабов, слизней, пескарей, водных насекомых, кузнечиков, мелких позвоночных, семена, амфипод и иногда обездвиженных мелких птиц. Пресноводные популяции в нижнем течении реки Колорадо питаются в основном раками (Procambarus clarki и Orconectes sp.), моллюсками (Corbicula sp.), равноногими моллюсками, водяными жуками (Hydrophilidae) и мелкой рыбой; морские популяции мангровых зарослей на западном побережье Соноры и Наярит, Мексика, питаются крабами, морскими улитками и насекомыми.